# Шерешевский, Эдмунд Иосифович
Эдмунд Иосифович Шерешевский (1907, Брест-Литовск — 1981, Москва) — советский кинолог, эксперт всесоюзной категории, автор книг по собаководству.

## Биография
Родился 29 июня 1907 года[по какому календарю?] в Брест-Литовске Гродненской губернии, в семье дантиста Иосифа (Иоселя) Самуиловича Шерешевского, товарища председателя Брест-Литовского ссудо-сберегательного товарищества. Состоял в кружке юных биологов зоопарка с момента его основания в 1924 году. Окончил Высшие курсы охотоведения при Тимирязевской сельскохозяйственной академии (1927).
Работал охотоведом на Крайнем Севере, был директором охотсовхоза на Новосибирских островах в море Лаптевых, возглавлял экспедицию Союззаготпушнины по исследованию собаководства в Остяко-Вогульском национальном округе. Опыт работы с местными популяциями охотничьих лаек заложил фундамент для последующей научной и селекционной работы. В 1934—1935 годах участвовал в зимовках на полярных станциях на островах Комсомольской Правды и на северо-восточном побережье Таймыра. Здесь Шерешевский выявил и исследовал взаимозависимость конституции охотничьих и ездовых собак и их способности к адаптации к неблагоприятным внешним факторам.
Призван на фронт в 1941 году командиром взвода собак связи. Воевал на Ленинградском, Волховском, Прибалтийском, 3-м Белорусском, 1-м Украинском фронтах, участвовал в боях за освобождение Польши и Чехословакии. Демобилизовался в Праге в звании капитана. Награждён орденом Красной Звезды, орденом Отечественной войны II степени, медалями.
После окончания войны — старший научный сотрудник опытного питомника ВНИИОЗ, где работал над созданием русско-европейской лайки как заводской породы. В 1947 году предложил новую классификацию лаек по географическому признаку. В основе такой классификации лежало предположение, что скрещивание местных разновидностей происходит внутри крупного географического региона. Шерешевский разработал и первые тексты стандартов пород лаек: русско-финской, русско-европейской и западносибирской, утверждённые в 1954 году, а также стандарт восточносибирской лайки, не утверждённый в то время.
В 1959 году Шерешевский перешёл в Московское общество охотников и рыболовов, стал первым руководителем вновь образованного в 1962 году отдела собаководства МООиР и возглавлял его до 1969 года. В Московском пушно-меховом институте вёл курсы собаководства, где читал лекции по племенному делу, генетике и общему экстерьеру собак. Награждён тремя золотыми медалями ВДНХ СССР, отмечен званием «Почетный член Московского общества охотников».
Был членом президиума Центральной кинологической секции при Росохотрыболовсоюзе, членом кинологического совета Главохоты РСФСР и МСХ СССР, членом президиума Федерации служебного собаководства СССР (1958—1976). Автор более 120 книг и статей, которые до настоящего времени используются при подготовке кинологов.
Умер в Москве в 1981 году.
Приз имени Э. И. Шерешевского ежегодно вручается лучшей русско-европейской лайке на выставке собак МСОО МООиР в Москве.

## Семья
- Первая жена — Мария Израилевна Шерешевская (урождённая Рейзер, 1911—1957), лаборант сектора териологии Зоологического музея в Москве. Дочь — Алла Эдмундовна Гурьева-Шерешевская (1936—1968).
- Вторая жена — Любовь Соломоновна Шерешевская (урождённая Иоффе, 1928—2008), кинолог и основатель первого в СССР Клуба юных собаководов при Дворце пионеров в Москве (1963), племянница писателя А. М. Млодика. Шерешевские имели двух дочерей[8].